# 巴托洛梅奥·科莱奥尼骑马雕像

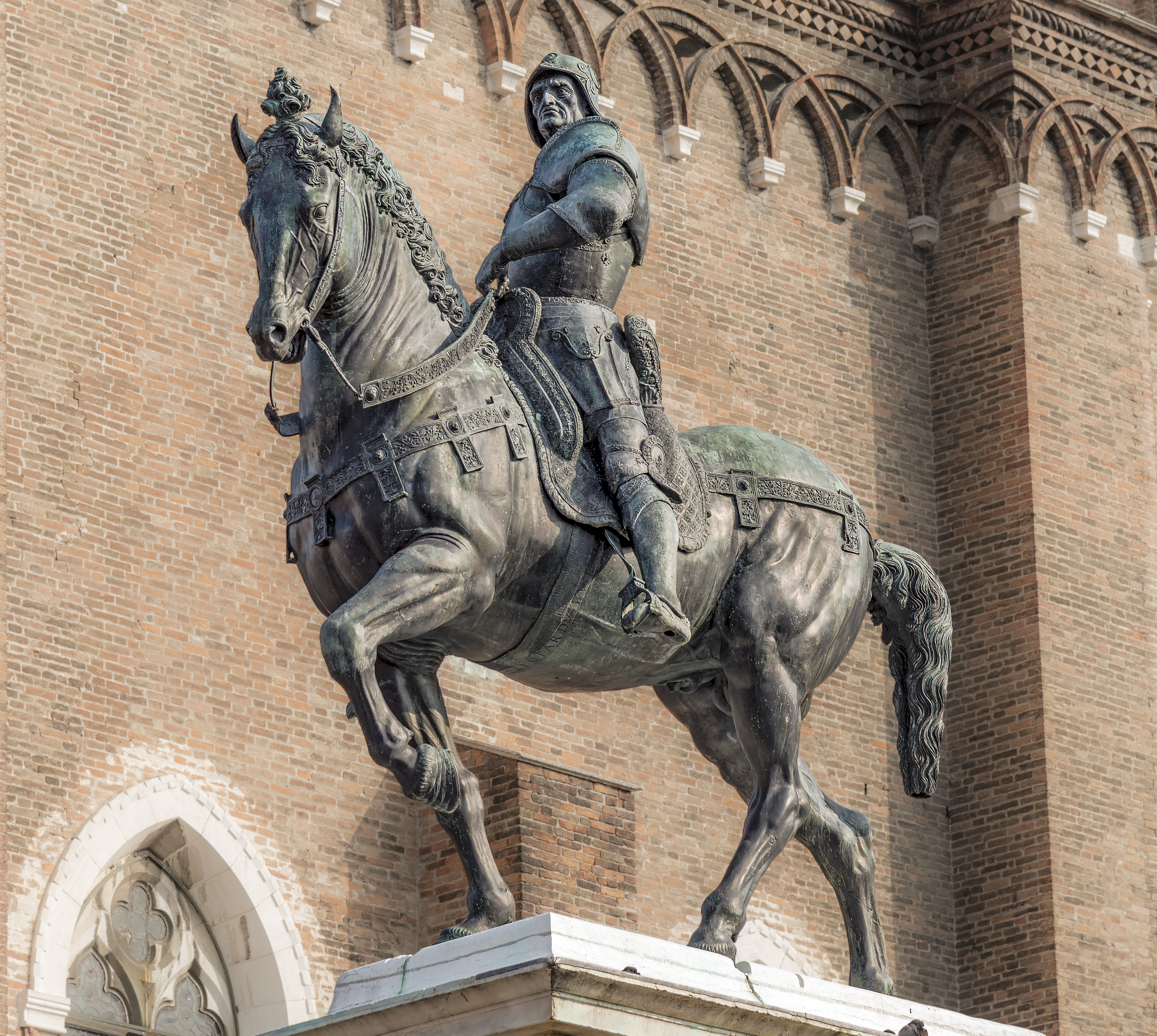

巴托洛梅奥·科莱奥尼骑马雕像（Equestrian statue of Bartolomeo Colleoni）是意大利威尼斯的一个文艺复兴时期的雕塑，位于圣若望及保禄广场（Campo Santi Giovanni e Paolo），由安德烈·德尔·委罗基奥完成于1480年至1488年。刻画威尼斯共和国军事将领巴托洛梅奥·科莱奥尼，不包括底座的高度为395厘米。它是意大利文艺复兴时期的第二个主要骑马雕像，迟于多纳泰罗的加塔梅拉塔的骑马雕像（1453年）。

## 历史
1475年，威尼斯共和国军事将领巴托洛梅奥·科莱奥尼去世，他留下遗嘱，将大部分财产捐赠给共和国，条件是雕刻自己的雕像，并安放在圣马可广场。1479年共和国宣布接受遗产，但雕像不允许放在圣马可广场，而是放在圣马可会馆前方的开放空间中。为此安排了一次竞赛，来选出一位雕塑家。有三名雕刻家争夺合同：来自佛罗伦萨的委罗基奥，来自威尼斯的亚历山德罗·利欧帕迪（Alessandro Leopardi），以及来自帕多瓦的巴托洛梅奥·维拉诺（Bartolomeo Vellano）。委罗基奥制作了雕塑的木制模型，另外两人制作了蜡和粘土的模型。三个模型于1483年在威尼斯展示，最后韦罗基奥赢得了合同。随后，他在威尼斯开设了一个作坊，制作最后的蜡模型，准备使用失蜡法青铜铸造。但他在完成之前，于1488年去世。
委罗基奥要求由他的学生，当时负责佛罗伦萨作坊的洛伦索·迪·克雷迪（Lorenzo di Credi）来完成雕像，但是威尼斯官方最后委托亚历山德罗·莱奥帕尔迪来完成雕像，最终雕像安放在了它今天所在的圣若望及保禄广场。

## 说明
委罗基奥面对的主要问题是：行动的马抬起一条腿后，青铜的重量仅由三条相对细的腿来支撑，引起稳定的问题。多纳太罗在帕多瓦的雕塑，将抬起的腿放置在球体上，部分解决了这个问题。韦罗基奥是第一个解决这个问题的人，让三条腿支撑马的重量。